# Coupe du monde des clubs de la FIFA 2010
Navigation
Émirats arabes unis 2009 Japon 2011
La Coupe du monde des clubs 2010 est la septième édition de la Coupe du monde des clubs de la FIFA. Elle se tient du 8 au 18 décembre 2010 aux Émirats arabes unis, pour la deuxième fois de son histoire. Le pays organisateur a été choisi en mai 2008 par la Fédération internationale de football association (FIFA).
Les clubs champions continentaux des six confédérations continentales de football disputent le tournoi en compagnie du Al-Wahda Club, qualifié en tant que champion du pays organisateur.
L'Inter Milan remporte la finale de la compétition en battant par trois buts à zéro le TP Mazembe.

## Candidatures
Quatre pays se sont portés candidats à l'organisation de cette compétition :
- Japon
- Australie
- Portugal
- Émirats arabes unis

Après le retrait du Portugal, la FIFA annonce en mai 2008, que les Émirats arabes unis organiseront les éditions 2009 et 2010 de la compétition.

## Clubs qualifiés
Les équipes participant à la compétition, sont les vainqueurs des plus grandes compétitions inter-clubs de chaque confédération. Le vainqueur de la confédération océanienne doit quant à lui affronter le vainqueur du championnat du pays hôte.
| Club                     | Pays                      | Confédération            | Épreuve qualificative                        |
| Rentrent en demi-finales | Rentrent en demi-finales  | Rentrent en demi-finales | Rentrent en demi-finales                     |
| ------------------------ | ------------------------- | ------------------------ | -------------------------------------------- |
| Inter Milan              | Italie                    | UEFA                     | Ligue des champions de l'UEFA 2009-2010      |
| SC Internacional         | Brésil                    | CONMEBOL                 | Copa Libertadores 2010                       |
| Rentrent au second tour  |                           |                          |                                              |
| CF Pachuca               | Mexique                   | CONCACAF                 | Ligue des champions de la CONCACAF 2009-2010 |
| TP Mazembe               | RD Congo                  | CAF                      | Ligue des champions de la CAF 2010           |
| Seongnam Ilhwa Chunma    | Corée du Sud              | AFC                      | Ligue des champions de l'AFC 2010            |
| Rentrent au premier tour |                           |                          |                                              |
| PRK Hekari United        | Papouasie-Nouvelle-Guinée | OFC                      | Ligue des champions de l'OFC 2009-2010       |
| Al-Wahda Club            | Émirats arabes unis       | AFC                      | UAE Premier League 2009-2010 (pays hôte)     |

## Organisation
| \| Abou Dabi \| Sites de la Coupe du monde des clubs 2010 |
| Abou Dabi                                                 |

| Abou Dabi |

| \| Abou Dabi \| Sites de la Coupe du monde des clubs 2010 |
| Abou Dabi                                                 |

| Abou Dabi |

| Premier tour           | 8 décembre     |
| Second tour            | 10-11 décembre |
| Match pour la 5e place | 15 décembre    |
| Demi-finales           | 14-15 décembre |
| Match pour la 3e place | 18 décembre    |
| Finale                 | 18 décembre    |

| Afrique - Daniel Bennett Assistants : - Evarist Menkouande - Redouane Achik Asie - Ben Williams - Yuichi Nishimura Assistants : - Rodney Allen - Mohammadreza Abolfazli - Toshiyuki Nagi - Toru Sagara Europe - Björn Kuipers Assistants : - Berry Simons - Sander van Roekel | CONCACAF - Roberto Moreno Assistants : - Leonel Leal - Daniel Williamson Océanie - Michael Hester Assistants : - Jan Hendrik Hintz - Tevita Makasini CONMEBOL - Víctor Hugo Carrillo Assistants : - Jonny Bossio - Jorge Yupanqui |

## Tournoi
Les rencontres du tournoi se disputent selon les lois du jeu, qui sont les règles du football définies par l'International Football Association Board (IFAB).
En cas d'égalité à l'issue du temps réglementaire, une prolongation de 30 minutes est jouée et le cas échéant une séance de tirs au but. Pour les matchs de classement (troisième et cinquième places), il n'y a pas de prolongation.
Le tirage au sort a lieu le 27 octobre 2010 à Zurich.

### Tableau
|  | 1er tour                | 1er tour                |                         |            | 2e tour                 | 2e tour                 |                 |                 | Demi-finales | Demi-finales |  |  | Finale                  | Finale                  |
|  | 8 décembre - Abou Dabi  |                         |                         |            |                         |                         |                 |                 |              |              |  |  |                         |                         |
|  | Al-Wahda Club           | 3                       |                         |            | 11 décembre - Abou Dabi | 11 décembre - Abou Dabi |                 |                 |              |              |  |  |                         |                         |
|  | Al-Wahda Club           | 3                       |                         |            | 11 décembre - Abou Dabi | 11 décembre - Abou Dabi |                 |                 |              |              |  |  |                         |                         |
|  | PRK Hekari United       | 0                       |                         |            | Al-Wahda Club           | 1                       |                 |                 |              |              |  |  |                         |                         |
|  | PRK Hekari United       | 0                       | 15 décembre - Abou Dabi |            | Al-Wahda Club           | 1                       |                 |                 |              |              |  |  |                         |                         |
|  |                         |                         |                         |            | Seongnam Ilhwa          | 4                       |                 |                 |              |              |  |  |                         |                         |
|  | Seongnam Ilhwa          | 0                       |                         |            | Seongnam Ilhwa          | 4                       |                 |                 |              |              |  |  |                         |                         |
|  | Seongnam Ilhwa          | 0                       |                         |            |                         |                         |                 |                 |              |              |  |  |                         |                         |
|  |                         |                         | Inter Milan             | 3          |                         |                         |                 |                 |              |              |  |  |                         |                         |
|  |                         |                         | Inter Milan             | 3          |                         |                         |                 |                 |              |              |  |  |                         |                         |
|  |                         |                         | 18 décembre - Abou Dabi |            |                         |                         |                 |                 |              |              |  |  |                         |                         |
|  |                         |                         |                         |            |                         |                         |                 |                 |              |              |  |  |                         |                         |
|  | Inter Milan             | 3                       |                         |            |                         |                         |                 |                 |              |              |  |  |                         |                         |
|  | Inter Milan             | 3                       | 10 décembre - Abou Dabi |            |                         |                         |                 |                 |              |              |  |  |                         |                         |
|  |                         | TP Mazembe              | 0                       |            |                         |                         |                 |                 |              |              |  |  |                         |                         |
|  |                         |                         | 0                       | TP Mazembe | 1                       |                         |                 |                 |              |              |  |  |                         |                         |
|  | 14 décembre - Abou Dabi |                         |                         | TP Mazembe | 1                       |                         |                 |                 |              |              |  |  |                         |                         |
|  |                         | CF Pachuca              | 0                       |            |                         |                         |                 |                 |              |              |  |  |                         |                         |
|  | TP Mazembe              | CF Pachuca              | 0                       | 2          |                         |                         |                 |                 |              |              |  |  |                         |                         |
|  | TP Mazembe              | Cinquième place         | Cinquième place         | 2          |                         |                         | Troisième place | Troisième place |              |              |  |  |                         |                         |
|  |                         | Cinquième place         | Cinquième place         |            | SC Internacional        | 0                       | Troisième place | Troisième place |              |              |  |  |                         |                         |
|  | CF Pachuca              | 2 tab(4)                | SC Internacional        | 4          | SC Internacional        | 0                       |                 |                 |              |              |  |  |                         |                         |
|  | CF Pachuca              | 2 tab(4)                | SC Internacional        | 4          |                         |                         |                 |                 |              |              |  |  |                         |                         |
|  | Al-Wahda Club           | 2 (2)                   | Seongnam Ilhwa          | 2          |                         |                         |                 |                 |              |              |  |  |                         |                         |
|  | Al-Wahda Club           | 2 (2)                   | Seongnam Ilhwa          | 2          |                         |                         |                 |                 |              |              |  |  |                         |                         |
|  | 15 décembre - Abou Dabi | 15 décembre - Abou Dabi |                         |            |                         |                         |                 |                 |              |              |  |  | 18 décembre - Abou Dabi | 18 décembre - Abou Dabi |

### Premier tour
| 8 décembre 2010 | Al-Wahda Club                                         | 3 – 0   | PRK Hekari United | Stade Mohammed-Bin-Zayed, Abou Dabi             |                                                 |
| 20 h (UTC+4)    | Hugo 40e · Fernando Baiano 44e · Abdulrahim Jumaa 71e | (2 – 0) |                   | Spectateurs : 23 895 Arbitrage : Daniel Bennett | Spectateurs : 23 895 Arbitrage : Daniel Bennett |
| 20 h (UTC+4)    | Rapport                                               |         |                   | Spectateurs : 23 895 Arbitrage : Daniel Bennett | Spectateurs : 23 895 Arbitrage : Daniel Bennett |

### Second tour
| 10 décembre 2010 | TP Mazembe      | 1 – 0   | CF Pachuca | Stade Mohammed-Bin-Zayed, Abou Dabi               |                                                   |
| 20 h (UTC+4)     | Mbenza Bedi 21e | (1 – 0) |            | Spectateurs : 17 960 Arbitrage : Yuichi Nishimura | Spectateurs : 17 960 Arbitrage : Yuichi Nishimura |
| 20 h (UTC+4)     | Rapport         |         |            | Spectateurs : 17 960 Arbitrage : Yuichi Nishimura | Spectateurs : 17 960 Arbitrage : Yuichi Nishimura |

| 11 décembre 2010 | Al-Wahda Club       | 1 – 4   | Seongnam Ilhwa Chunma                                                            | Stade Mohammed-Bin-Zayed, Abou Dabi                   |                                                       |
| 20 h (UTC+4)     | Fernando Baiano 27e | (1 – 2) | 4e Mauricio Molina · 30e Saša Ognenovski · 71e Choi Sung-Kuk · 81e Cho Dong-Keon | Spectateurs : 30 625 Arbitrage : Víctor Hugo Carrillo | Spectateurs : 30 625 Arbitrage : Víctor Hugo Carrillo |
| 20 h (UTC+4)     | Rapport             |         |                                                                                  | Spectateurs : 30 625 Arbitrage : Víctor Hugo Carrillo | Spectateurs : 30 625 Arbitrage : Víctor Hugo Carrillo |

### Match pour la cinquième place
| 15 décembre 2010 | CF Pachuca                                                          | 2 – 2             | Al-Wahda Club                                               | Stade Sheikh Zayed, Abou Dabi                   |                                                 |
| 18 h (UTC+4)     | Darío Cvitanich 82e · Darío Cvitanich 89e                           | (0 – 1)           | 44e Ismail Matar · 77e Mahmoud Al Hammadi                   | Spectateurs : 10 908 Arbitrage : Daniel Bennett | Spectateurs : 10 908 Arbitrage : Daniel Bennett |
| 18 h (UTC+4)     | Rapport                                                             |                   |                                                             | Spectateurs : 10 908 Arbitrage : Daniel Bennett | Spectateurs : 10 908 Arbitrage : Daniel Bennett |
| 18 h (UTC+4)     | Darío Cvitanich · Leobardo López · Javier Muñoz (en) · Braulio Luna | Tirs au but 4 – 2 | Hugo · Bashir Saeed · Abdulrahim Jumaa · Modibo Diarra (it) | Spectateurs : 10 908 Arbitrage : Daniel Bennett | Spectateurs : 10 908 Arbitrage : Daniel Bennett |

### Demi-finales
| 14 décembre 2010 | TP Mazembe                                | 2 – 0   | SC Internacional | Stade Mohammed-Bin-Zayed, Abou Dabi            |                                                |
| 20 h (UTC+4)     | Mulota Kabangu 53e · Dioko Kaluyituka 86e | (0 – 0) |                  | Spectateurs : 22 131 Arbitrage : Bjorn Kuipers | Spectateurs : 22 131 Arbitrage : Bjorn Kuipers |
| 20 h (UTC+4)     | Rapport                                   |         |                  | Spectateurs : 22 131 Arbitrage : Bjorn Kuipers | Spectateurs : 22 131 Arbitrage : Bjorn Kuipers |

| 15 décembre 2010 | Seongnam Ilhwa Chunma | 0 – 3   | Inter Milan                                                | Stade Sheikh Zayed, Abou Dabi                           |                                                         |
| 21 h (UTC+4)     |                       | (0 – 2) | 3e Dejan Stanković · 32e Javier Zanetti · 73e Diego Milito | Spectateurs : 35 995 Arbitrage : Roberto Moreno Salazar | Spectateurs : 35 995 Arbitrage : Roberto Moreno Salazar |
| 21 h (UTC+4)     | Rapport               |         |                                                            | Spectateurs : 35 995 Arbitrage : Roberto Moreno Salazar | Spectateurs : 35 995 Arbitrage : Roberto Moreno Salazar |

### Match pour la troisième place
| 18 décembre 2010 | SC Internacional                                                                                  | 4 – 2   | Seongnam Ilhwa Chunma                     | Stade Sheikh Zayed, Abou Dabi                   |                                                 |
| 18 h (UTC+4)     | Paulo César Tinga 15e · Alecsandro Barbosa 27e · Andrés D'Alessandro 52e · Alecsandro Barbosa 71e | (2 – 0) | 84e Mauricio Molina · 90e Mauricio Molina | Spectateurs : 16 563 Arbitrage : Michael Hester | Spectateurs : 16 563 Arbitrage : Michael Hester |
| 18 h (UTC+4)     | Rapport                                                                                           |         |                                           | Spectateurs : 16 563 Arbitrage : Michael Hester | Spectateurs : 16 563 Arbitrage : Michael Hester |

### Finale
| 18 décembre 2010 | TP Mazembe | 0 – 3   | Inter Milan                                                 | Stade Sheikh Zayed, Abou Dabi | |
| 21 h (UTC+4)     |            | (0 – 2) | 13e Goran Pandev · 17e Samuel Eto'o · 85e Jonathan Biabiany | Spectateurs : 42 174 Arbitrage : Yuichi Nishimura (Principal) Toshiyuki Nagi (Assistant) Toru Sagara (Assistant) Víctor Hugo Carrillo (Quatrième) | Spectateurs : 42 174 Arbitrage : Yuichi Nishimura (Principal) Toshiyuki Nagi (Assistant) Toru Sagara (Assistant) Víctor Hugo Carrillo (Quatrième) |
| 21 h (UTC+4)     | Rapport    |         |                                                             | Spectateurs : 42 174 Arbitrage : Yuichi Nishimura (Principal) Toshiyuki Nagi (Assistant) Toru Sagara (Assistant) Víctor Hugo Carrillo (Quatrième) | Spectateurs : 42 174 Arbitrage : Yuichi Nishimura (Principal) Toshiyuki Nagi (Assistant) Toru Sagara (Assistant) Víctor Hugo Carrillo (Quatrième) |

| TP Mazembe | Inter Milan |

| G               | 1  | Muteba Kidiaba          |  |         |
| D               | 2  | Joël Kimwaki            |  |         |
| D               | 3  | Kiritsho Kasusula       |  | 84e     |
| D               | 4  | Eric Miala Nkulukuta    |  |         |
| D               | 11 | Mulota Kabangu          |  |         |
| M               | 13 | Bedi Mbenza             |  | 43e     |
| M               | 15 | Dioko Kaluyituka        |  | 12e 90e |
| M               | 20 | Pamphile Mihayo Kazembe |  |         |
| A               | 10 | Given Singuluma         |  |         |
| A               | 24 | Narcisse Ekanga         |  | 33e     |
| A               | 27 | Kasongo Ngandu          |  | 46e     |
| Remplacements : |    |                         |  |         |
| A               | 6  | Déo Kanda A Mukok       |  | 46e     |
| M               | 8  | Ndonga Mianga           |  | 90e     |
| Entraîneur :    |    |                         |  |         |
| Lamine N'Diaye  |    |                         |  |         |

| G               | 1  | Júlio César       |  |         |
| D               | 2  | Iván Córdoba      |  |         |
| D               | 6  | Lúcio             |  |         |
| D               | 13 | Maicon            |  |         |
| D               | 26 | Cristian Chivu    |  | 54e     |
| M               | 4  | Javier Zanetti    |  |         |
| M               | 8  | Thiago Motta      |  | 79e 87e |
| M               | 19 | Esteban Cambiasso |  |         |
| A               | 9  | Samuel Eto'o      |  | 17e     |
| A               | 22 | Diego Milito      |  | 71e     |
| A               | 27 | Goran Pandev      |  | 13e     |
| Remplacements : |    |                   |  |         |
| M               | 5  | Dejan Stanković   |  | 54e     |
| A               | 88 | Jonathan Biabiany |  | 71e 85e |
| M               | 17 | McDonald Mariga   |  | 87e     |
| Entraîneur :    |    |                   |  |         |
| Rafael Benítez  |    |                   |  |         |

## Récompenses
| Rang | Club                  | Pays                      |
| ---- | --------------------- | ------------------------- |
| 1    | Inter Milan           | Italie                    |
| 2    | TP Mazembe            | RD Congo                  |
| 3    | SC Internacional      | Brésil                    |
| 4    | Seongnam Ilhwa Chunma | Corée du Sud              |
| 5    | CF Pachuca            | Mexique                   |
| 6    | Al-Wahda Club         | Émirats arabes unis       |
| 7    | PRK Hekari United     | Papouasie-Nouvelle-Guinée |

| Prix              | Lauréat             | Club             |
| ----------------- | ------------------- | ---------------- |
| Ballon d'or       | Samuel Eto'o        | Inter Milan      |
| Ballon d'argent   | Dioko Kaluyituka    | TP Mazembe       |
| Ballon de bronze  | Andrés D'Alessandro | SC Internacional |
| Prix du fair-play | Inter Milan         | Inter Milan      |

## Classement des buteurs
| Rang | Joueur             | Club                  | Buts |
| ---- | ------------------ | --------------------- | ---- |
| 1    | Mauricio Molina    | Seongnam Ilhwa Chunma | 3    |
| 2    | Fernando Baiano    | Al-Wahda Club         | 2    |
| 2    | Darío Cvitanich    | CF Pachuca            | 2    |
| 2    | Alecsandro Barbosa | SC Internacional      | 2    |
| 2    | Mulota Kabangu     | TP Mazembe            | 2    |

| Joueurs ayant inscrit un but | Joueurs ayant inscrit un but | Joueurs ayant inscrit un but | Joueurs ayant inscrit un but |
| ---------------------------- | ---------------------------- | ---------------------------- | ---------------------------- |
| 6                            | Hugo                         | Al-Wahda Club                | 1                            |
| 6                            | Mahmoud Al Hammadi           | Al-Wahda Club                | 1                            |
| 6                            | Ismail Matar                 | Al-Wahda Club                | 1                            |
| 6                            | Abdulrahim Jumaa             | Al-Wahda Club                | 1                            |
| 6                            | Saša Ognenovski              | Seongnam Ilhwa Chunma        | 1                            |
| 6                            | Choi Sung-kuk                | Seongnam Ilhwa Chunma        | 1                            |
| 6                            | Cho Dong-geon                | Seongnam Ilhwa Chunma        | 1                            |
| 6                            | Mbenza Bedi                  | TP Mazembe                   | 1                            |
| 6                            | Dioko Kaluyituka             | TP Mazembe                   | 1                            |
| 6                            | Kasongo Ngandu               | TP Mazembe                   | 1                            |
| 6                            | Dejan Stanković              | Inter Milan                  | 1                            |
| 6                            | Javier Zanetti               | Inter Milan                  | 1                            |
| 6                            | Diego Milito                 | Inter Milan                  | 1                            |
| 6                            | Jonathan Biabiany            | Inter Milan                  | 1                            |
| 6                            | Paulo César Tinga            | SC Internacional             | 1                            |
| 6                            | Andrés D'Alessandro          | SC Internacional             | 1                            |